# Mather Gorge

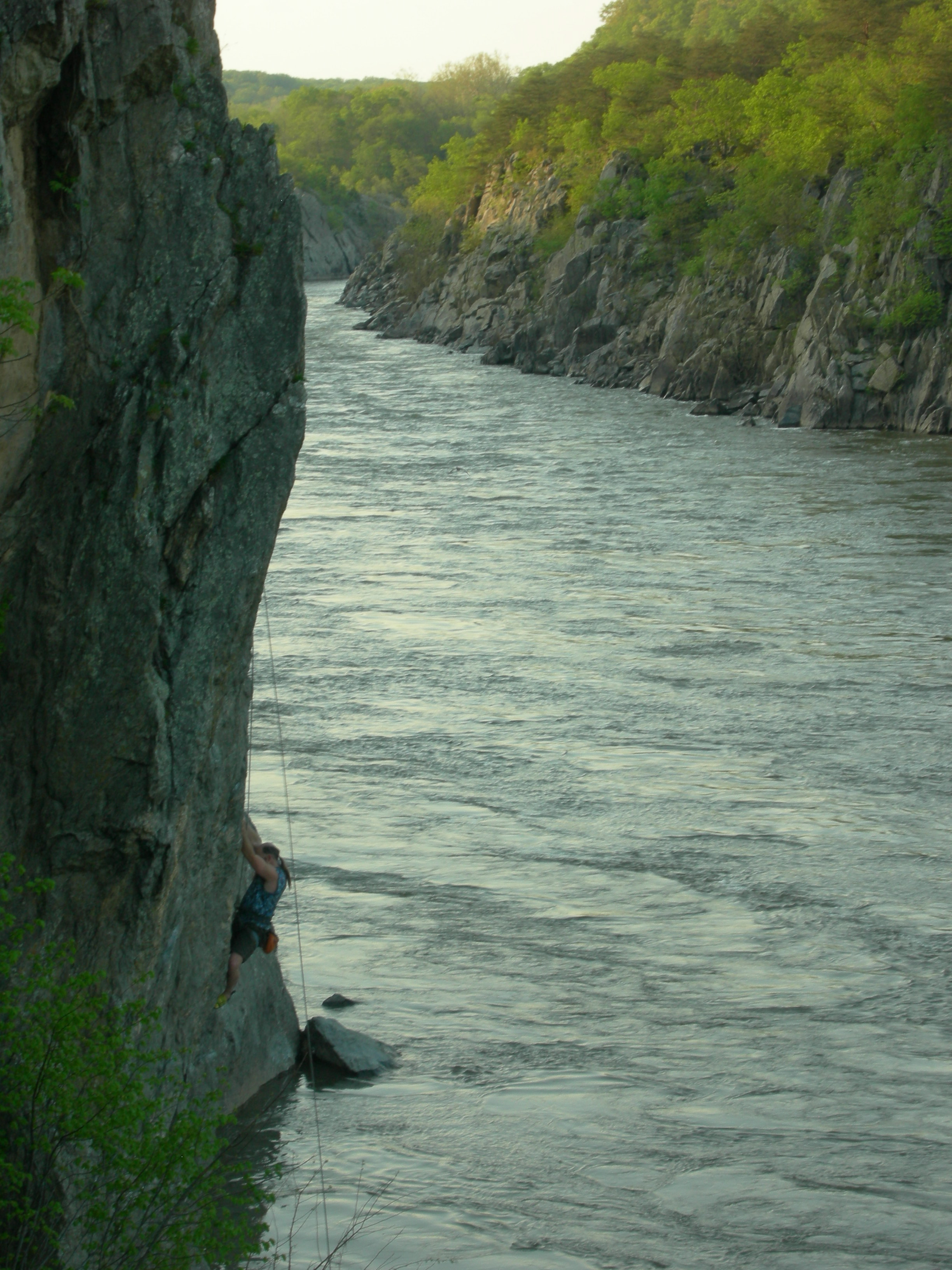
Wspinacz na jednej ze ścian Mather Gorge

Mather Gorge – naturalny wąwóz utworzony przez rzekę Potomak na granicy pomiędzy amerykańskimi stanami Maryland i Wirginia, około 25 km na północny zachód od Waszyngtonu. Oba brzegi przełomu znajdują się na terenie parków zarządzanych przez National Park Service. Jego wschodnia strona, leżąca w obrębie stanu Maryland znajduje się na terenie narodowego parku historycznego kanału Chesapeake i Ohio, zaś zachodnia strona znajdująca się w Wirginii leży w obrębie parku Great Falls. Nazwa wąwozu pochodzi od nazwiska Stephena Tynga Mathera, który był pierwszym dyrektorem National Park Service.
Po obu stronach wąwozu wytyczono liczne piesze szlaki turystyczne. Jest on również popularnym miejscem uprawiania wspinaczki oraz kajakarstwa górskiego.